# سيمون بون
سيمون بون (بالهولندية: Simon Bon)‏ هو مجدف هولندي، ولد في 1 فبراير 1904 في Nieuwpoort, South Holland ‏ في هولندا، وتوفي في 17 يونيو 1987 في ألسمير في هولندا.

## وصلات خارجية
- سيمون بون على موقع الاتحاد الدولي للتجديف (الإنجليزية)
- سيمون بون على موقع أوليمبيديا (الإنجليزية)